# Brevianta
Genre
Brevianta est un genre d'insectes lépidoptères de la famille des Lycaenidae et de la sous-famille des Theclinae présents en Amérique.

## Dénomination
Le genre a été décrit par Kurt Johnson (d), James J. Kruse (d) et Karl Ritter Kroenlein (d) en 1997.

## Liste des espèces
- Brevianta busa (Godman & Salvin, [1887]) présent au Costa Rica, au Guatemala, au Mexique et au Nicaragua
- Brevianta celelata (Hewitson, 1874) présent au Brésil.
- Brevianta ematheon (Cramer, [1777]) présent en Guyane et au Surinam
- Brevianta hyas (Godman & Salvin, [1887]) présent au Costa Rica et au Panama
- Brevianta perpenna (Godman & Salvin, [1887]) présent au Panama
- Brevianta tolmides (C. & R. Felder, 1865) présent en Colombie, au Guatemala, au Mexique et au Panama
- Brevianta undulata (Hewitson, 1867) présent en Colombie
- Brevianta undulella (Strand, 1918) présent en Colombie[1].

## Répartition
Les Arumecla sont présents en Amérique centrale et Amérique du Sud.